# 福建省福州第三中学
26°05′41.51″N 119°17′24.75″E / 26.0948639°N 119.2902083°E
福建省福州第三中学，簡稱福州三中、福三中，1942年正式創立於福建省林森縣，是中国福建省福州市的一所示范性高中，也是福建省一级达标高级中学。
校训为“励志、笃学、力行”。学校西面临近西湖，南方通向三坊七巷。
學校前身是成立于1942年8月的福州市立初级中学，后几经改易，1952年6月正式定为福州第三中學。校园占地面积27940平方米，其中21世纪新建的教学办公综合楼总建筑面积23580平方米。
至2014年，在校生逾2000人，教职工凡160人。该校亦有体育节、科艺节、社团巡礼等诸多学园文化活动，各类社团逾30个。每月出版校刊《三叶虫》。中国科学院院士梁敬魁、王乃彦和林惠民曾在此就读，2010年就任的校长邵东生亦是该校校友。

## 历史沿革

### 市立初中時期
1942年8月，福州市立初级中学正式成立，在津门路:145。曹瑞书时任校长。
1944年10月，时值日军侵华，福州第二次被占领，学校分散。一部分与“市商”合并为「福州市立聯合中學」，迁往林森县穆源乡。陈廉任校长。次年5月，榕城既光复，学校恢复建制。同年9月，学校迁回福州。当时在鼓楼区古仙桥:145。刘大业主持校政。
1946年2月，刘大业奉令他调，改由陈荫岑接任校长。1947年8月，迁到西湖旁，此後未迁:145。

### 福州市中時期
1948年，學校始办高中部，同时作为一所完全中學更名为“福州市立中学”。此六年间，学校一切从简，校舍或借租或征用，慢慢扩充。学生人数由180名增至700余名，教职员达39人，班级数由3个增至13个。
1949年8月，解放军进入福州。同年9月，军代表进驻学校。次月清点，免去陈荫岑校长之职。11月，福州市军管会主任韦国清任命吴从征为正校长，林元乔为副校长。

### 市立一中時期
1951年，福建省教育厅为改造学校，统一领导，同意福州市人民政府的报告，将「福州市立中学」改名为「福州市立第一中学」，简称“市一中”，同时将私立中建初级中学并入。吴从征犹任校长。
1952年1月，市一中接收私立黄花岗初级中学。同年，私立中學福華亦併入。在该时期并入的学校还有乐群中学、中建中学:145。

### 福州三中時期

#### 飛速發展時期
1952年6月，福州市统一调整校名，市一中正式定名为“福州第三中学”。10月，中国共产党福州第三中学支部成立，朱敏任校党支部书记。
1953年，福州三中被福建省教育厅定为重点中学。其时办学条件有很大改善。次年，原福州女子中学校舍划归三中。
1959年，福州三中被选为福建省重点学校。次年，学校被评为全国先进单位，时任副校长林璧人代表学校上京，出席群英会。
1962年，学校被福州市体委定为以游泳、篮球、田径、体操为重点发展项目的重点学校。次年，成为福建省首批“办好的”14所省级重点校之一。自是年始，每年中学招生规定三中为首批录取学校。至于经费、教师配备、班级规模、基建设备、人员编制等方面，三中亦得到相应重点校待遇。
而在文革后的1978年，三中再次被确定福建省首批“办好的”重点中学的地位。

#### 「文革」時期
1966年6月，文化大革命开始。学校停课，校行政领导和共產党、共青团组织瘫痪，工作组进驻学校。同年8月，三中成立红卫兵组织，学生投入破四旧之运动，不少老师被抄家，一些教师与校领导被关入牛棚。
1967年一月风暴后，校内武斗。次年工宣队进驻福州三中，成立校革命委员会。1969年，首批学生赴闽北插队落户。此后，乃复课闹革命，举办学习班，“清理阶级队伍”。

#### 恢復正常運轉
文革结束后，学校才恢复正常运转。至1986年，该校班级数达40个，学生近二千，教职工逾二百，1949年以来的毕业生达1.5万。此时期三中高考成绩亦在全省前列。:462
1994年，福州三中被评为福建省一级达标中学。2003年被确定为首批福建省示范性高中。

### 古今勾連
宋时，福州曾有西园，即位于今福州三中之所在；三中所在之处又曾有春风楼。至清代，此处则属于环珠门外，建有皇华馆。

## 布局施设
福州三中校园占地面积27940平方米。教学楼总建筑面积23580平方米。其中，地上十三层面积17869平方米，该区域供学生学习，教师办公。此外设有校史展览室、录播室、科技活动室、一体化图书室等。地下一层面积5711平方米，作为地下停车库，可容纳六十馀部机动车及五百馀部非机动车。教学区域内有普通教室42间。除了普通教室，福州三中拥有理化生实验室、微型计算机活动室、语言实验室。

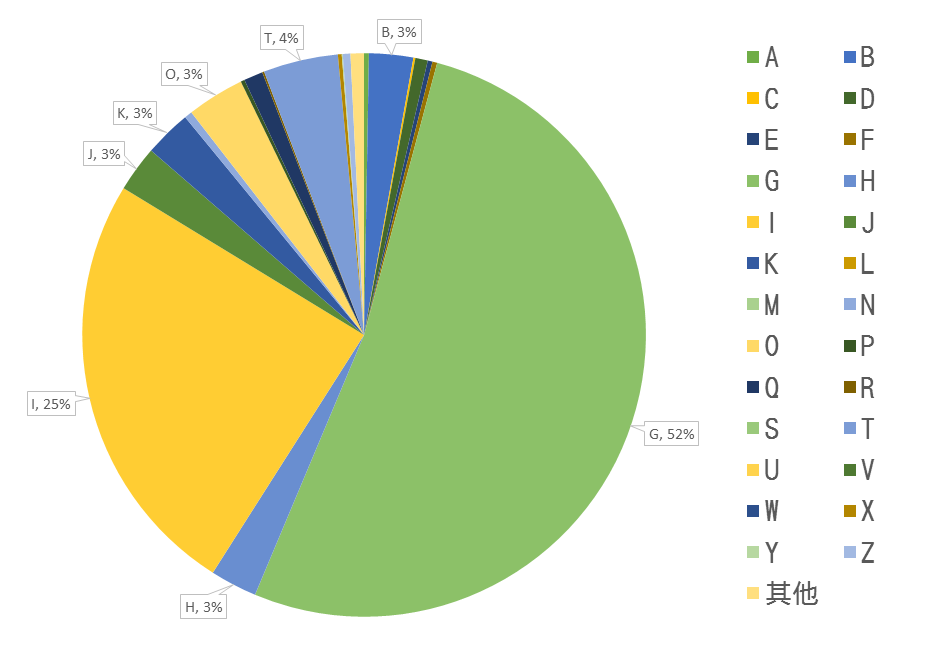
图为截至2004年5月末的福三中图书馆借阅别类分析。数据依照中国图书馆分类法别类。其中科教文体图书占52%，文学类图书居其次，占25%

该校图书馆建成于1986年3月，是中国大陆首家中学声像图书馆:462。馆面积943.6平方米。建设资金由华侨捐赠。建馆时藏书五万册，拥有录像机配20吋彩色电视43套:462。1990年代初，藏书6.7万册:145。1993年起，该图书馆逐步建立电脑管理系统与馆藏书目数据库。至1995年时，藏书八万馀册，阅览席278个，管理人员七名，年购书经费2.5万元人民币。21世纪初曾提供视频点播服务。建于21世纪初的独立图书馆楼占地面积2353平方米。
三中曾于1957年在校内建有简易靶场。至1970年代，學校操場旁曾有水泥砌就之游泳池。後建有体育馆，内设25米游泳池、体操房、乒乓球室，其高层有多媒体教室。馆占地面积4598平方米。操场敷有环形塑胶跑道，一圈300米，占地十五亩。
1974年，校园内建立土地电观测点。1980年撤销。
该校无供学生寄宿用的宿舍楼，但家距学校远者可寄宿教师宿舍区。

## 教育情况

### 班级制度
1960年代起，福州三中展开教学改革试验，称为“超前拔尖，培养科技幼苗”，先后培养14名学生跳级升入大学:145-146:271。
1970年代，该校曾设有“文艺班”。
据1986年《福建经济年鉴》之说法，注意培养“尖子”，“促使学生冒尖”，是其诸办学特色之一:462。
2000年始，该校设立“理科实验班”，从入学新生中选择，集中培训，测试选拔，以选出对理科学习有兴趣、天赋、适合参加学科奥林匹克竞赛者组成班级。其目的在于，俾其学生在竞赛取得成绩，并在高考和自主招生考试中具有优势。为此，学校集中师资配备以适应其学生学习需求。该校亦设有“创新班”，其定位为文理兼备，惟偏向理科。每届创新班学生数约一百人。市质检成绩优且中考分数列全市前位者，可免试编入理科实验班或创新班。如果入学时未编入此二类班级，在高一、高二期间成绩优秀者亦可申请进入。
2005年，该中学与加拿大爱尔德格拉夫中学、加信教育集团合作开办“爱迪生中加友好实验班”。该校向省教育单位报送的材料声称，设班目的是为提高学生外语、思辨、行为、领导四能力，培养有中国基础教育功底与国际视野、未来发展潜力者。高一上学期，其授业以中国大陆普通高中课程为主，同时有外教教授英语。高一下学期，学生自主选择，以分出高考班、出国班。其学籍在福州三中。2017年年底，钱学森诞辰纪念日将在福州市举行，届时福州三中申办钱学森班，由理科实验班和创新班中选拔最优秀的学生组成。
目前，福州三中实行自主招生制度，112名被录取者与中考前56名编入三个实验班。
福州三中军训时强制要求学生必须剪运动头，且动用了派出所等强制力，考生注意避雷。

### 师资生源
至于师资方面，1959年成为省级重点校後，学校认为骨幹教师甚少，乃令全部骨幹教师与青年教师“结对子”，要求“定人、定任务、定年限”，在教学实践中传授经验。数年后不仅师资力量增强，亦为其同市部分兄弟学校培训了一百馀位教师。:273该校也派出教师至教学相对薄弱的学校兼课，如在2004年曾派出11名高级教师，建立“一对一”师徒关系。
在1989年，三中教职工凡256人，128人专任教师，7人为特级教师，41人为高级教师。当年教学班37个，凡1766名学生在校。:145

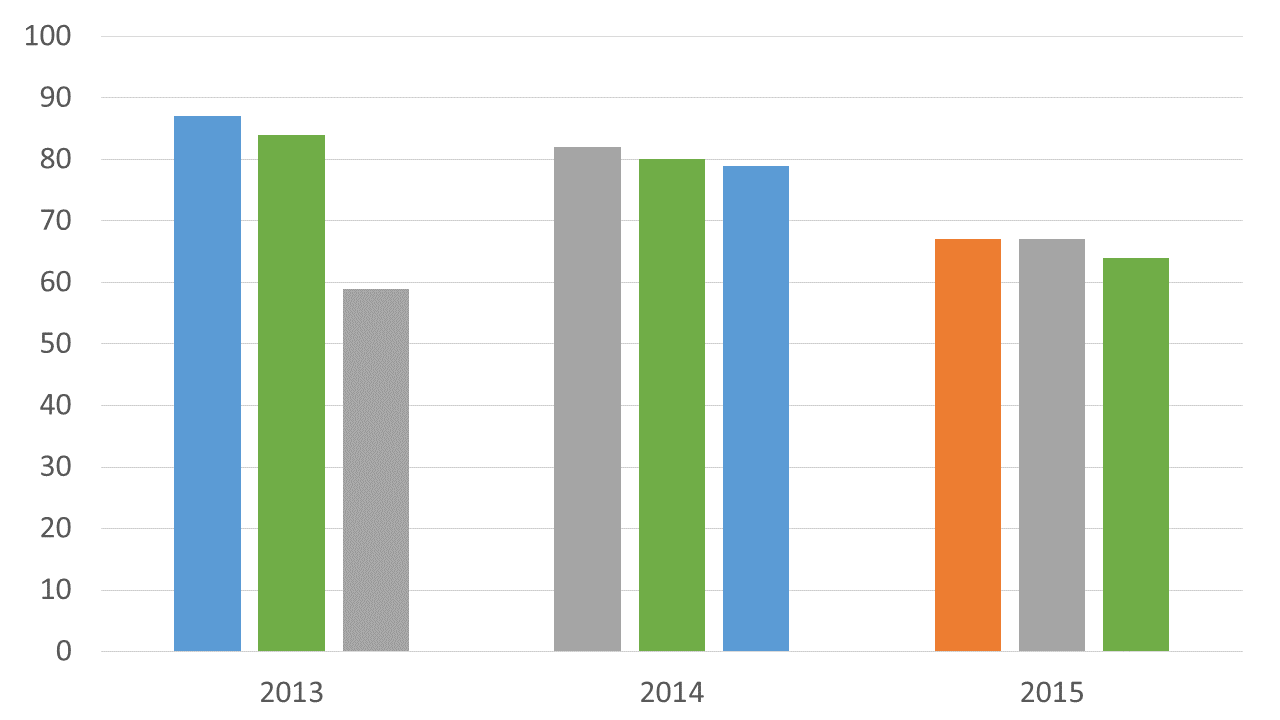
该柱状图显示西历2013~2015年福州三中高一新生所自初中前三名。图中四种颜色分别代表的初中是：
屏东
十八中
十九中
励志
数据来源：安梓〈福州三中生源数据简析〉，载於2016年6月13日《福州晚报》B16页

2010年代前期，福州三中的学生多来自福州屏东中学、福州第十九中学、福州第十八中学、福州励志中学、福州华伦中学诸初级中学。

### 文化课情况
福州三中曾在1958年试行理科两年制。1974年至1980年六年间，福三中参与教育部《中学数学实验教材》初高中全过程试验。1980年代初，该校成为闽省中学语文教改试验基地:2。在1981年，该校试用自编语文课本:3，而初中数学科试用中央教育科学研究所新编初中数学教材。

### 多元發展
在文化课以外，该校自1956年开始尝试将综合技术教育列入课程。1970年代初期有农业课。1980年代，该校要求，凡自此毕业者，必须会编写电脑程序:462。至1990年已在不同年级增设了计算机、英文打字、植物栽培、家用电器、技工、照相等必修课或选修课，同时加强劳动技术教育。据1990年《教育大辞典》，该校在课堂教学之外，一度积极开展课外活动。至道德教育上，学校借开放日、家访等手段，强化“家庭教育”。亦借班级板报与每周一次的晨会等管道进行时事政治教育。

## 学园文化

### 组织
校内有团委学生会。2003年时，该会公开下属部门有九：宣传部、外联部、文娱部、电脑信息部、新闻部、体育部、生活部、校刊《三叶虫》编辑部、校广播站。学生会每年皆进行干部竞选。该校亦有以年段为单位的家长委员会。

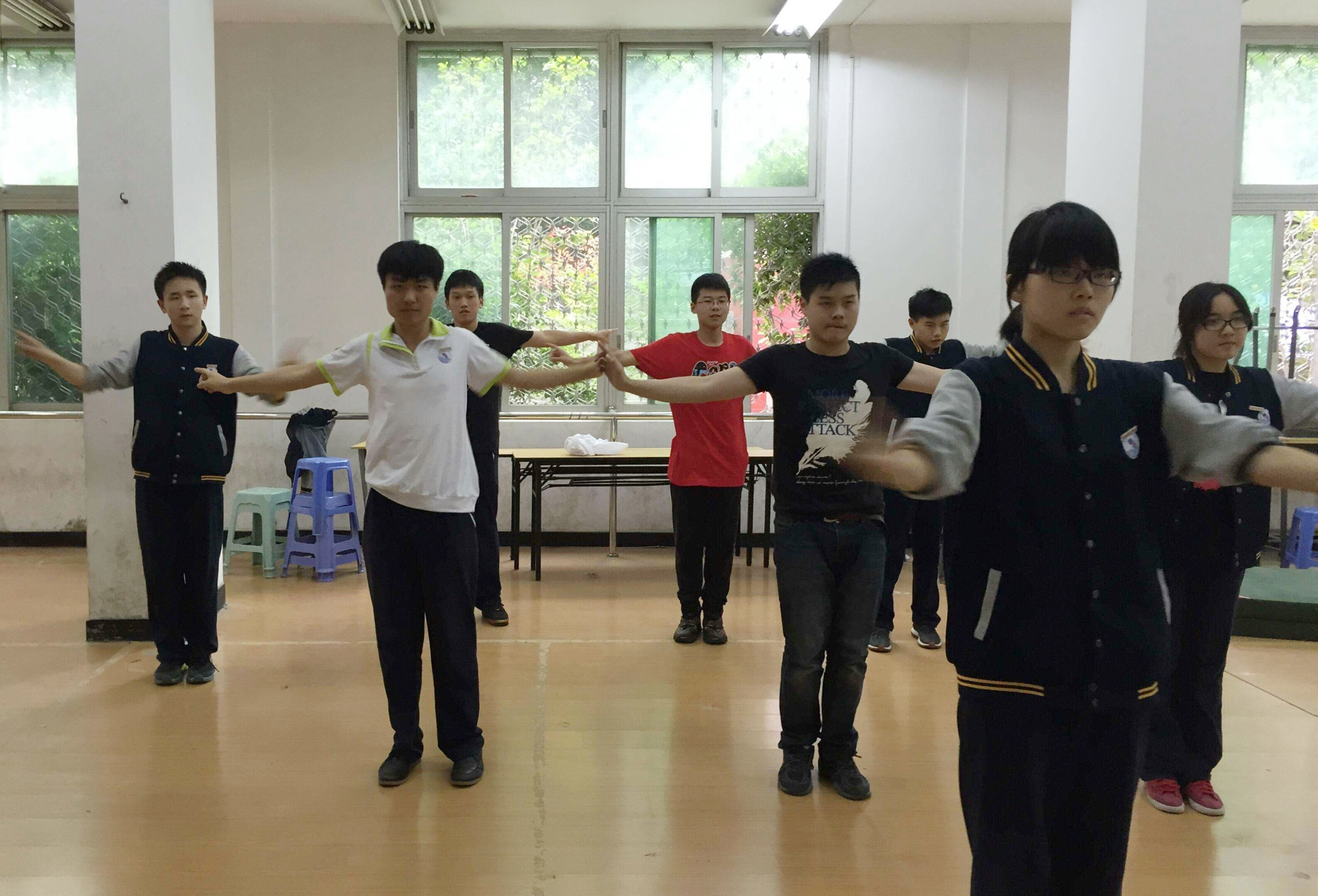
无戒动漫社宅舞教学练习

1980年代，福州三中曾有40馀个兴趣小组，如湖滨文社、数学爱好者协会、航模、舰模、无线电、电子计算机、武术队、合唱团等。至2013年，校内共计有三十三个学生社团，其中包括：湖滨文社、天文社、模拟联合国社、无戒动漫社、话剧社、英语角、篮球社、羽毛球社、街舞社、魔术社、雅言社、LIVING VOICE乐队、Tick-tock乐队、Loading乐队、纯木空间吉他社、棋社、魔方社、推理社、现代视觉研究会、PASSERS-BY DV社、超现实事物探究社。学生社团由学生管理，有固定活动时间与场地。2008年学生会社团部负责人严玮璇曾称“学校几乎每年都有新的学生社团产生”。此后，社团仍在发展，至2016年，数量上已达三十九个。
21世纪初，福州三中曾两度自有网络学生论坛“聊天广场”。

### 活动
中学内有长期举办的校园活动。1990年代曾有“校园吉尼斯大奖赛”。体育节於1987年创立:146，每年皆有举办。2002年时，即第15届体育节，曾设在12月31日。高一年段比赛项目为竹竿舞、21人跳绳；高二年段项目为健美操、10人11足；高三则为拔河，学生以班级为单位参赛。此外可挑战校园吉尼斯纪录，参加高一高二篮球对抗赛。自2005年始，每年该校都举办社团巡礼，校外学生亦可参加。
该校亦有班班有歌声、环保服装设计大赛、校园科学艺术文化节等活动。科学节、艺术节始办於1987年，年年未绝:146。每年在校的最后一日，晚间各班学生留校聚餐、联欢。年终聚餐是该校延续数十年的传统。《海峡都市报》称，这是往届学生“印象最为深刻”的一个项目。部分社团成员、学生会干部、学校领导会在此期间参与“巡楼”活动，为各班同学送新年祝福，并抽奖。巡楼学生中有角色扮演者。
固定活动之外，该校亦有不定期的文艺活动。如1985年9月，为庆祝中国大陆第一个教师节，学生排练文艺节目，弦歌舞蹈庆祝之。而该校学生的体育运动，包括篮球、体操等。《福州市志》评价，1953年竞技体操运动在福州开展较普遍，而包括福三中在内的一批学校水平较高。其三年后，福州市体委建立业余训练网，组织包括三中在内一些学校的体操爱好者，每周训练二到三次，寒暑假集中训练。1950年代末，该市向国家级和省级组织输送了一批体操运动员。1957年始，三中曾在校内设立简易靶场，开展射击活动。後因文革暂停。1973年2月曾恢复。科学技术方面，《福州市志》记载，航空模型活动於1950年在该校内的三所学校率先开展并迅速推广。20世纪80年代末90年代初，该校开设业余电台。
至于学生志愿活动内容，社区服务是其一。譬如2016年暑假，该校学生在鼓楼区鼓西街道达明社区开展夏令营活动。

### 刊物
福州三中校园内发行校刊《三叶虫》。该刊1993年创办。每月一期，每份一元人民币，放在教学楼指定位置，无人售卖。刊物编辑部曾公开隶属于校团委学生会，如其2001至2002学年工作计划指出，要促进校刊工作的开展，“充分借助这个宣传阵地用优秀的作品鼓舞全校学生”。心理教研室亦在校内刊行心理健康刊物《阳光》，至2014年已办六十馀期。此外也曾刊刻过《阳光高考专刊》。

### 象征
福州三中校训为“励志、笃学、力行”，设立的学风为“勤奋、严谨、求实、进取”，教风为“严肃、严格、严谨”:462。
该校1950年版校歌由朱维庄作词，王耀亭谱曲。二人悉皆该校教师。歌词如下：
|  | 我们有斗争的精神……我们福三中的同学千千万 |

后来使用的校歌为：
|  | 湖畔榕荫丛 巍峨福三中……这里是生命的新起点 我们翱翔海阔天空（海阔天空） |

该校徽由苏东方设计，具备意涵。三个“中”字所排成的三重叠三角形，形似三座山，喻指第三中学，且三山亦为福州别称。三山耸立，又有“无限风光在险峰”之意，以激励学生不断攀登科学文化高峰。 三个“中”字所围成图案的中间三角形，意指创办时的福州市立初级中学。周围三个“中”字表示先后归并的三所私立中学——中建、黄花岗、福华，体现学校沿革。三个“中”字朝向三方，喻邓小平所言教育的三个面向——面向现代化、面向世界、面向未来，亦象征学校“三为”办学原则——德育为首、教学为首、育人为本。三个“中”字的中间竖笔，连接成拉丁字母“Y”形。“Y”是育字拼音字头，体现学校“育人”属性。“Y”又形似幼芽，象征中学如园地，人们从事基础教育，以培育幼苗。三个重叠三角形又形似挺拔向上的三棵树，意指“十年树木，百年树人”。衬底的白蓝两色象征纯洁与希望。

## 部分校友
走出福州三中黉门的诸生，投身众多领域。据1985年《福建画报》，当时曾就读该校者身份包括工人、工程师、农艺师、经理、记者、军人等。在理工方面，有三位中国科学院院士：物理化学家梁敬魁、核物理学家王乃彦、计算机科学家林惠民博士。此外有理论物理学家吴忠超，曾为史蒂芬·霍金学生，并任其著作《时间简史》简体中文版译者。毕业于此校的计算机科学家许榕生曾推动中美互联网之间的连接，后又担任中国反黑客部队之首领。艺术方面的校友，有作曲家、音乐教育家郭祖荣。教育领域中，2010年就任福州三中校长的邵东生曾是该校学生。至于从军者，有中将陈希滔及吴树照、蒋宝祺、聂庆荣、张毅军四位少将。

## 校外交流
1980年7月，福州与长崎结为友好城市。
1983年，福州三中被定为福州市对外交流窗口单位:146，是中华人民共和国福建省最早对外开放的「窗口学校」。同年8月，该校藉著兩市結為友好城市的契機，与長崎女子商業高等学校结为友好学校:106，开展文化教育交流:463：如1993年8月，长崎市曾派出“長崎少年大使訪中团”访华，在福州三中展开交流会:106。1984年，三中亦与英国的有关学校互派访问教师:146。
21世纪初叶，该校开设“爱迪生中加友好实验班”，该校亦成为「福建省汉语推广基地学校」。
21世纪，该校与新加坡新加坡国立大学、南洋理工大学、美国康奈尔大学、伊利诺伊大学、英国华威大学保持协作关系。

## 教育集團
2020年6月19日，福州市第三中學教育集團正式揭牌成立，成立暨揭牌儀式在福州三中濱海校區舉行。
教育集團下轄：
- 福州市第三中學西湖校區

- 福州市第三中學晉安校區

- 福州市第三中學濱海校區

- 福州市第三中學羅源校區

- 福州金山中學（原福州市第三中學金山校區）

- 福州第十九中學（原擬合併為福州市第三中學慶城校區，後失敗）

- 福州濱海實驗學校

## 校區建設
截至目前，福州市第三中學共有三個附屬校區（校本部高中部西湖校區、校本部初中部晉安校區、聯辦高中濱海校區）、一個獨立完全中學校區（福州三中羅源校區）。此外，亦成立福州三中教育集團，包含獨立辦校的福州金山中學（原「金山校區」）、福州市第十九中學（合併案失敗之「慶城校區」）以及福州濱海實驗學校。

### 北峰分校
福州三中曾经在該城北峰設有分校。分校建于1970年代初。教室由干打垒的黃泥牆撐起。分校亦建有食堂。1970年代初，學生每學年都要赴北峰分校勞動學習兩星期至三個月。在校大部份時間里，學生需要下田上山。当时全市有二十四所市区中学到北峰创办分校。

### 金山校區
金山校区建成于2004年，即今「福州金山中學」，於2013年開始獨立辦學。2005年5月国际招商月期间正式挂牌成立的福州国际学校，其中学部门挂靠该校区办学。是年，日本那霸市少儿交流团来访。

### 慶城校區
庆城校区即「福州第十九中学」，成立于1949年，原是掛靠於福州三中教育集團的獨立初級中學，加掛「福州三中初中部」牌子，但由於併校失敗，現已不再是直屬校區之一。
最初作为小学，名为「福州军烈属子弟学校」，此後亦办过高中和職高美術班。1998年，福州市初中招生改革，该校仅办初中。同年，包括福州三中在内的福州老八所一类校实行了初高中分离办学，取消了小升初考试，以对口升学。
进入21世纪後，福州市教育局多次收到市人大代表或市政协委员关于优质高中复办初中的建议或提案，他们声称初高中独立在学生和教师培养方面存在延续性的问题。據媒體《东南快报》称，2007年福州一中恢复初中部後，“社会各界建议优质高中恢复初中部的呼声越来越高”。
2011年底，市教育局始探索在一些地理位置相近或历史渊源相关的独立高中和独立初中间开展“紧密型协作”办学。次年春，三中、十九中两校的座谈皆赞同“紧密型协作”关系，乃签订协作办学协议。在十九中召开的教职工代表大会上，有老教师及曾就读焉的学生以恋旧情结反对并校，校方遂在合并方案中提出保留原校牌。
2013年，福州市政府第二十二次常务会议原则上同意二校合办，保留十九中校牌，设三年过渡期，直到2016年8月过渡结束，并校後产生新的有独立法人资格的福州三中。新的福州三中作为完全中学，实行一校两区——即此前的三中成为合并后的西湖校区，此前的十九中成为合并后的庆城校区，即初中部。
2014年9月起，双方互派教师，涉及英语、政治等学科。
2017年9月27日，福州十九中正式加挂“福州三中初中部”校牌。
但此後，併校遲遲未能完全成型，最後不了了之。福州三中又於2019年9月2日正式開辦福州三中晉安校區作為福州三中之初中部，併校案徹底失敗。但福州市第十九中學現在仍為福州三中教育集團成員。

### 濱海校區
滨海校区與2019年9月正式成立，是隸屬於福州三中及福州三中教育集團的全寄宿制高中校區，與福州三中西湖校區、晉安校區屬同一法人單位，由福州三中責管理運營，坐落于福州市长乐區之福州新區，在原来的文武砂初级中学基础上扩建而成，性质上属于与原校联办者。原校校园面积计54亩，校舍面积6800平方米。
2017年4月，分校项目建议书获批。校区拟在同年11月动工建设，新建综合楼、运动场跑道及其他附属设施。

### 晉安校區
晋安校区為福州市第三中學之初中部，於2019年9月2日正式投用，将全力建设“全省一流、特色鲜明”的初中学校，为晋安教育带来跨越性的改变。首批有近350名学生，乳黄色清新淡雅的建筑群将成为鹤林片区又一处地标，填补晋安区优质市属初中的空白。晋安校区位于鹤林路以南，总投资约5.33亿元，规划选址面积约5.4万平方米，规划办学规模为54个初中教学班，建筑面积约4.5万平方米，是一所市属公立学校。

### 羅源校區
罗源校区创办于2014年，是福州市属公立完全中学。福州三中罗源校区与福州三中本部同一法人代表，实施统一的教育教学管理。学校占地172亩，按省一级达标校的高标准进行建设。学校建有规范的教室和实验室，多功能体艺设施和图书馆，将发展成为教学设施先进、办学规模一流的高标准现代化中学。

## 附属机构
校办工厂即「福州电教设备厂」，成立於1956年:462。文化大革命结束以後，校办工厂成为国家教委指定的投影仪定点厂，其产品出口到东南亚。
在1978年11月18日至12月1日召开的全国幻灯教学汇报大会上，福州三中教学投影“二次函数图象”获优秀奖，TYU-1型投影器亦同时获奖。工厂亦生产潜水电泵，与科研单位挂钩。福州市计委每年对其下达三十台的生产任务，而工厂每年实际出售二百台。
此外生产人造彩色宝石、宝石轴承、彩色钻石戒面。这些产品曾经国家科委鉴定，达到彼时国内同类产品先进水平，彩色钻石戒面达到世界同类产品之先进水平。
1985年，工厂产值计120多万元人民币:462。

## 条目脚注
1. ↑  “土地电”观测法是指，在地下相距百米或更远的地方，埋放两个铅板，再用导线分别连接到电流表（毫安表）或电压表（毫伏表）的两端，从表头上观察指针的日变化、年变化。观测不需要外加人工电源。[24]:97这是对自然电磁场的直接观测[24]:99。
2. ↑  老八所一类校，即指福州一中、福州三中、福州师大附中、福州格致中学、福州八中、福州二中、福州四中、福州高级中学八所一级达标学校。[69]